# Citroën TUB

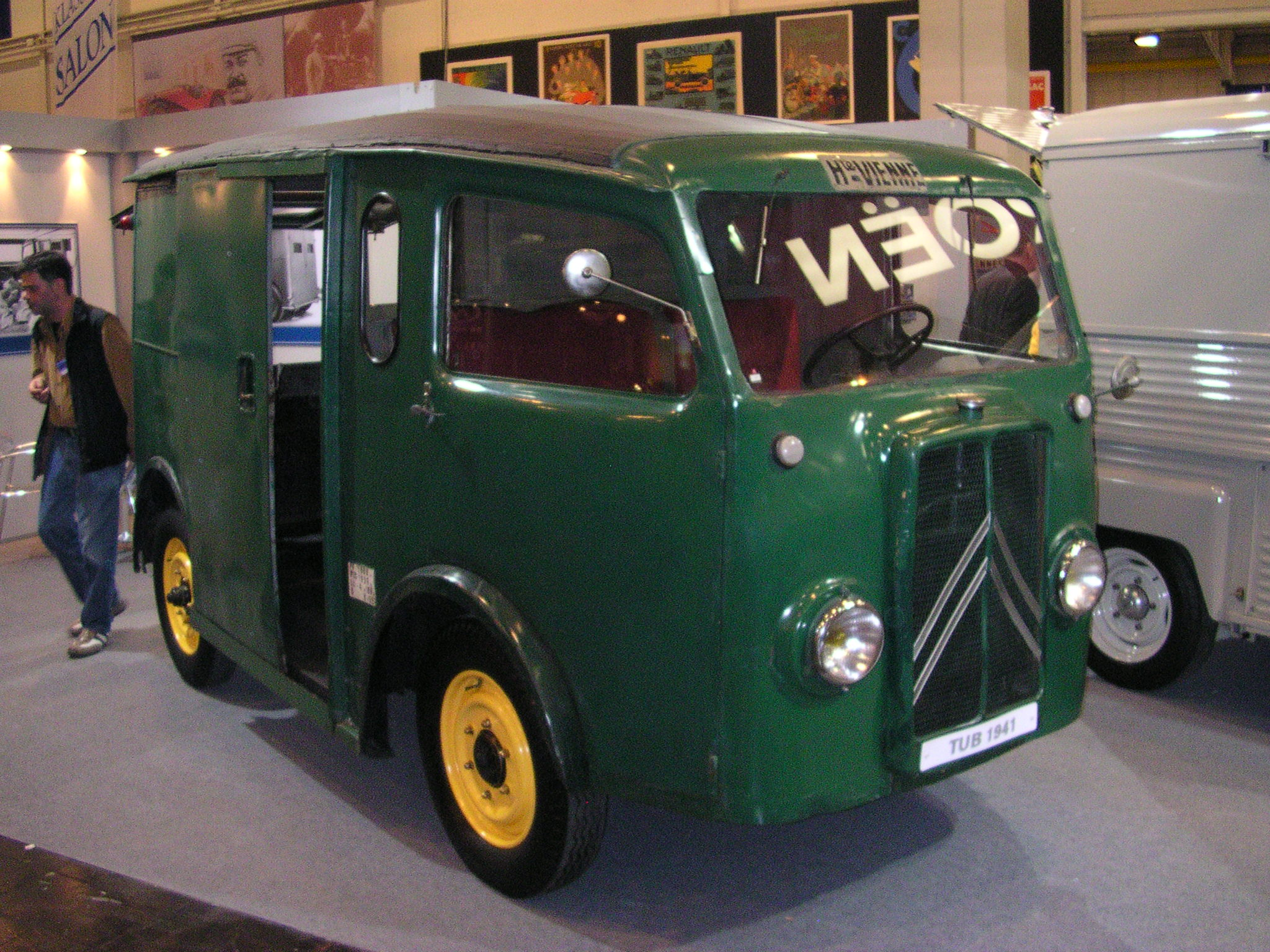
Citroën TUB

Citroën TUB je dodávkový automobil, vyráběný francouzskou automobilkou Citroën v letech 1939 až 1941. Byl postaven na základech osobního vozu Citroën Traction Avant. Dodávka měla čtyřválcový motor o objemu 1628 cm³ s výkonem 26 kW. Roku 1941 byla představena nová verze dodávky s motorem o objemu 1911 cm³. Tento typ byl označován jako TUC, ale vzhledem k nedostatku surovin pro civilní potřeby v době války byla jeho výroba v prosinci 1941 ukončena. Celkem bylo vyrobeno přibližně 1740 kusů, přičemž naprostou většinu z nich tvořila původní verze se slabším motorem. Po válce byl nahrazen typem H (nebo HY), který byl vyráběn až do roku 1981.